# Luxemburg hívójelkörzetei
Luxemburg hívójelkörzetei nem területi alapon, hanem az operátorok vizsgaszintje valamint az állomások jellegei alapján nettek kialakítva.
Luxemburg számára az ITU az LX hívójelprefixet osztotta ki.

## Luxemburg hívójelkörzetei[1][2][3]
| Prefix   | Jelleg                                      |
| -------- | ------------------------------------------- |
| LX0      | Átjátszóállomások                           |
| LX1      | A. osztályú vizsgával rendelkező operátorok |
| LX2      | A. osztályú vizsgával rendelkező operátorok |
| LX3      | B. osztályú vizsgával rendelkező operátorok |
| LX[4..8] | Speciális állomások                         |
| LX9      | Klubállomások                               |

## Lajstromjel
Vízi és légi járművek lajstromjelezéséhez a LX prefixet használják.